# Hallenradsport-Weltmeisterschaften 2006

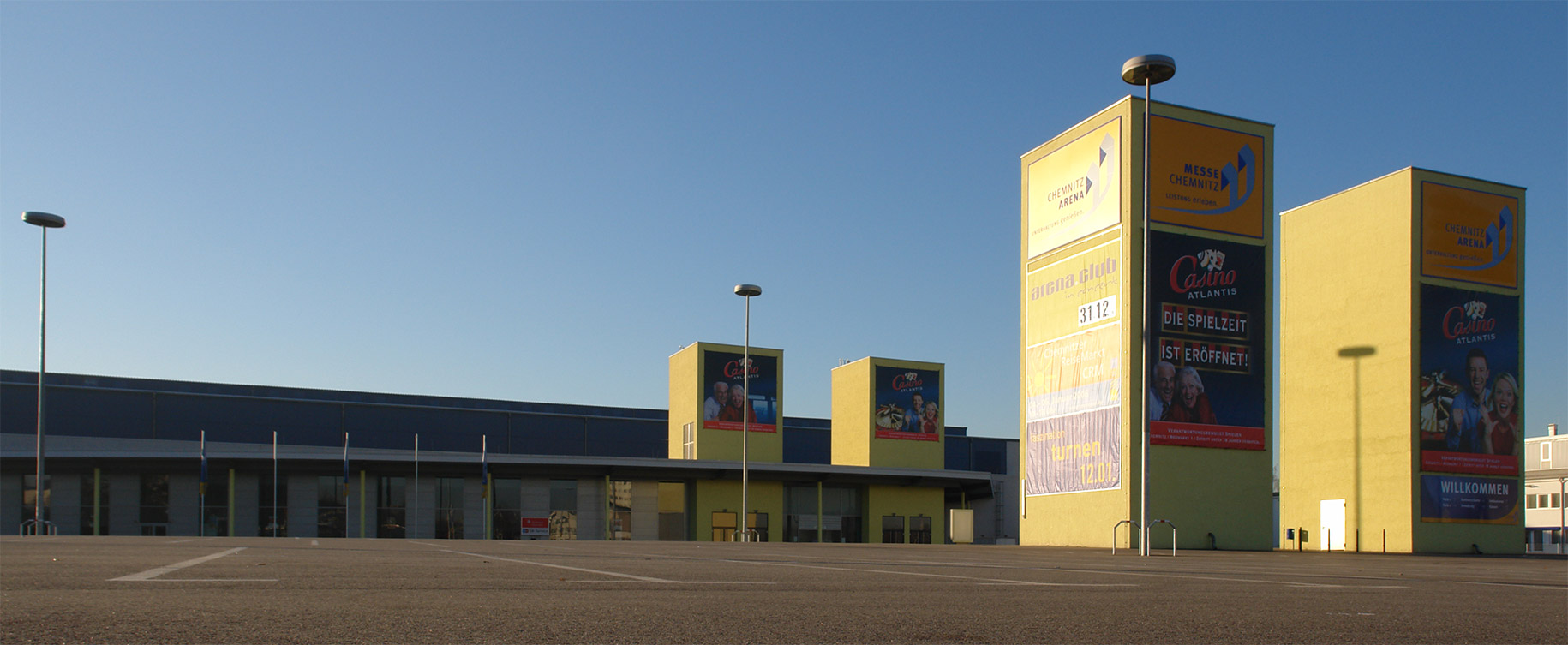
Chemnitz Arena, Wettkampfstätte der WM

Die Hallenradsport-Weltmeisterschaften 2006 fanden vom 24. bis 26. November 2006 in Chemnitz statt. Es wurden Wettkämpfe im Radball und Kunstradfahren ausgetragen. Die erfolgreichste Nation war Deutschland, welche fünf der sechs Goldmedaillen gewann. Bis auf den Wettbewerb im Einer-Kunstrad der Frauen konnte sie alle Disziplinen gewinnen.
Es nahmen insgesamt 153 Sportler teil, welche alle aus dem europäischen oder asiatischen Raum stammten.
Der Wettkampf fand in der Chemnitz Arena statt.

## Radball
Es wurde ein 2er-Teamwettkampf bei den Herren durchgeführt.

### Modus
Das Turnier umfasste zwei Gruppen: Gruppe A mit den sechs stärksten Nationen des Vorjahres und die Gruppen B mit neun schwächeren Mannschaften.
In Gruppe A gab es eine Runde, in der alle einmal gegen alle spielten. In der Zwischenrunde der Gruppe-A-Teams traf die zweitplatzierte Mannschaft der Vorrunde auf die fünftplatzierte und die dritt- auf die viertplatzierte. Die beiden Sieger dieser Zwischenrunde und der Sieger der Vorrunde qualifizierten sich für die Halbfinale. Im ersten Halbfinale traf der Sieger der Vorrunde auf den Sieger aus dem Spiel zwischen dem zweit- und fünftplatzierten. Der Verlierer dieses Spiels musste in einem zweiten Halbfinale gegen den Sieger aus dem Spiel zwischen dem dritt- und viertplatzierten antreten. Die beiden Sieger aus den Halbfinals spielten schließlich im Finalspiel den Weltmeister aus. In der Gruppe B gab es zwei Gruppen, welche jeweils alle gegen alle einmal spielten. Danach wurden in der Gruppe B noch Platzierungsspiele ausgetragen zwischen den jeweils gleichplatzierten. Der Sieger der Gruppe B trat schließlich gegen den Tabellensechsten der Gruppe A um den Aufstieg respektive Verbleib in Gruppe A an.

### Gruppe A
| Rang | Land        | Spieler         | Spieler           |
| ---- | ----------- | --------------- | ----------------- |
| 1.   | Deutschland | Christian Hess  | Thomas Abel       |
| 2.   | Tschechien  | Jiří Hrdlička   | Jiri Böhm         |
| 3.   | Österreich  | Simon König     | Dietmar Schneider |
| 4.   | Schweiz     | Paul Looser     | Dominik Planzer   |
| 5.   | Belgien     | Christoph Baudu | Rik Deuvaert      |
| 6.   | Frankreich  | Jaques Ohl      | Stéphane Bauer    |

### Auf-Abstiegsspiel Gruppe A/B
Frankreich schaffte den Klassenerhalt nicht und verlor gegen Kroatien.
 Frankreich –  Kroatien 3 : 4

### Gruppe B
| Rang | Land     | Spieler                  | Spieler           |
| ---- | -------- | ------------------------ | ----------------- |
| 1.   | Kroatien | Jasmin Fazlic            | Michael Posedi    |
| 2.   | Japan    | Tsuzuki Katsumi          | Matsuda Ko        |
| 3.   | Rumänien | Dorian Doroftei          | Mircea Tric       |
| 4.   | Slowakei | Robert Rizmann           | Dalibor Roznik    |
| 5.   | Spanien  | Daniel Cortés Balsalobre | Carlos Prieto     |
| 6.   | Ungarn   | Tamas Szitas             | Istvan Borka      |
| 7.   | Malaysia | Zukefli Senin            | Dahlan Mohd Zikri |
| 8.   | Hongkong | Wing Tai Ho              | Man Fai Lo        |
| 9.   | Macau    | U Hin Lai                | Run Quin Lin      |

## Kunstradfahren
Es wurden Wettkämpfe im 1er- 2er- und 4er-Kunstradfahren der Damen und im 1er- und 2er-Kunstradfahren der Herren durchgeführt.

### Modus
Jeder Teilnehmer bzw. jedes Team hatte eine Kür zu fahren. Diese dauerte maximal sechs Minuten und beinhaltete bei den Einzelstartern 28 und bei den Duos 22 verschiedene Elemente mit je einer gewissen Schwierigkeitsstufe, die mit der Grundpunktzahl addiert als Basis für die Bewertung dienten (eingereichte Punkte). Das Endresultat ergab sich nach Abzug der Fehlerpunkte (ausgefahrene Punkte).

### Frauen

#### Einzel

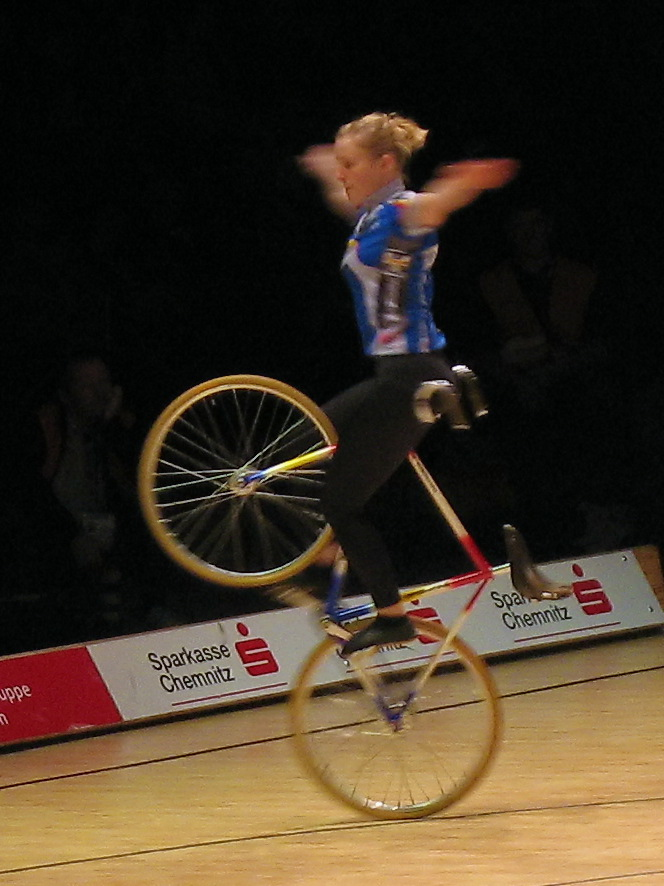
Belgische Starterin im Einzelwettkampf der Frauen

Insgesamt nahmen am Wettkampf 26 Athletinnen aus 13 Nationen teil.
Medaillengewinner
| Rang | Land        | Fahrerin        | einger. | ausgef. |
| ---- | ----------- | --------------- | ------- | ------- |
| 1.   | Österreich  | Sarah Kohl      | 335.40  | 329.35  |
| 2.   | Deutschland | Claudia Wieland | 334.80  | 329.17  |
| 3.   | Deutschland | Sandra Beck     | 333.80  | 328.53  |

#### Doppel

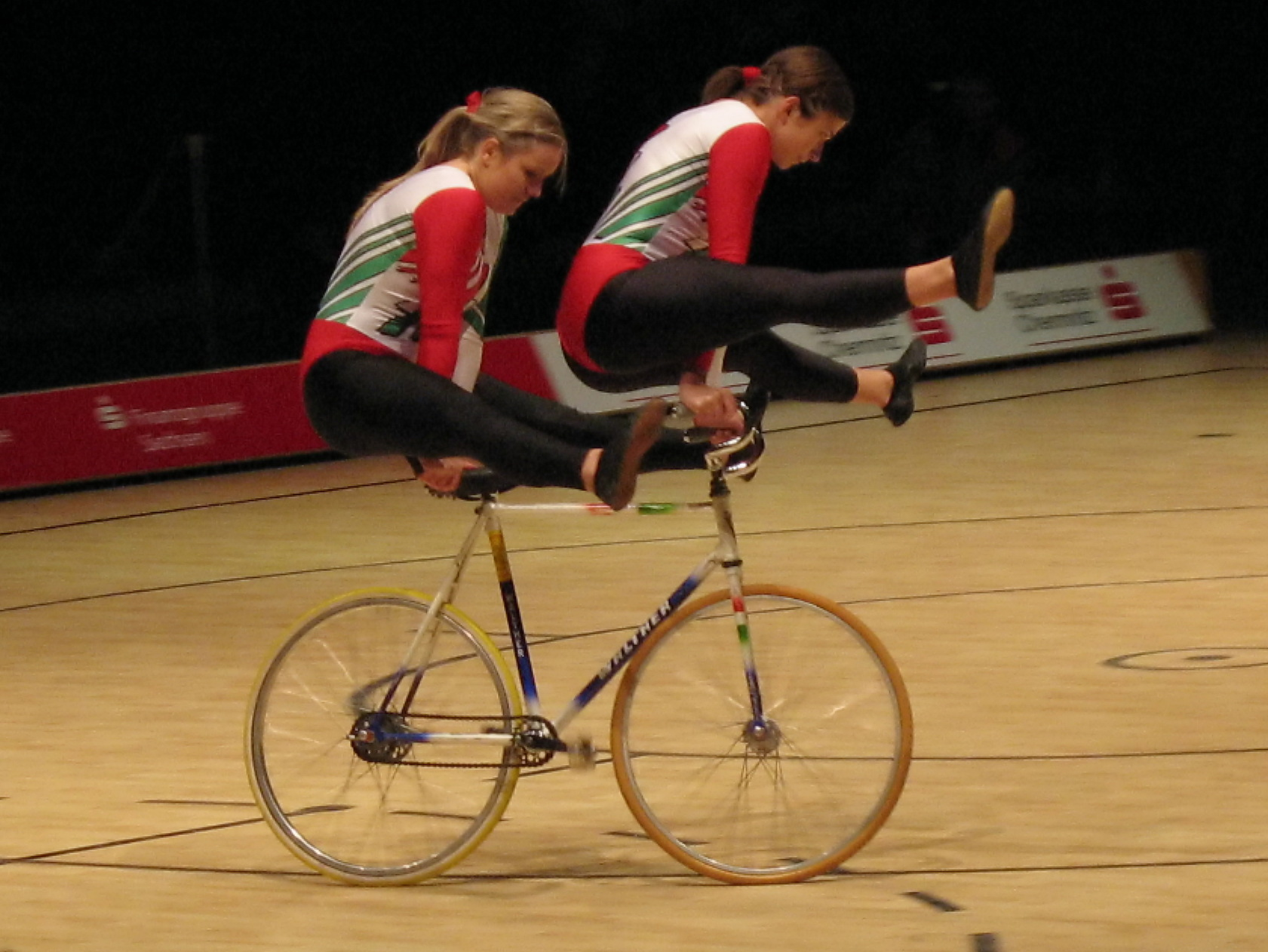
Ungarische Starterinnen im Paarwettkampf der Frauen

Insgesamt nahmen am Wettkampf 17 Teams aus 10 Nationen teil.
Medaillengewinner
| Rang | Land        | Fahrerin 1          | Fahrerin 2         | einger. | ausgef. |
| ---- | ----------- | ------------------- | ------------------ | ------- | ------- |
| 1.   | Deutschland | Carolin Ingelfinger | Katja Knaack       | 325.40  | 315.83  |
| 2.   | Deutschland | Katrin Schultheis   | Sandra Sprinkmeier | 323.40  | 303.03  |
| 3.   | Schweiz     | Barbara Morf        | Franziska Geier    | 299.40  | 289.39  |

#### 4er-Team
Das Teilnehmerfeld bestand aus sieben Teams.
Medaillengewinner
| Rang | Land        | Fahrerinnen                                                            | einger. | ausgef. |
| ---- | ----------- | ---------------------------------------------------------------------- | ------- | ------- |
| 1.   | Deutschland | Annika Wöhler Carmen Carvalho Ivone Carvalho-Becker Alexandra Pawletta | 370.20  | 355.23  |
| 2.   | Tschechien  | Kateřina Přibylová Markéta Tobolíková Jana Oplocká Michaela Matoušková | 366.80  | 349.45  |
| 3.   | Schweiz     | Angela Bolliger Daniela Keller Corinna Paul Doris Roth                 | 362.00  | 342.77  |

### Herren

#### Einzel

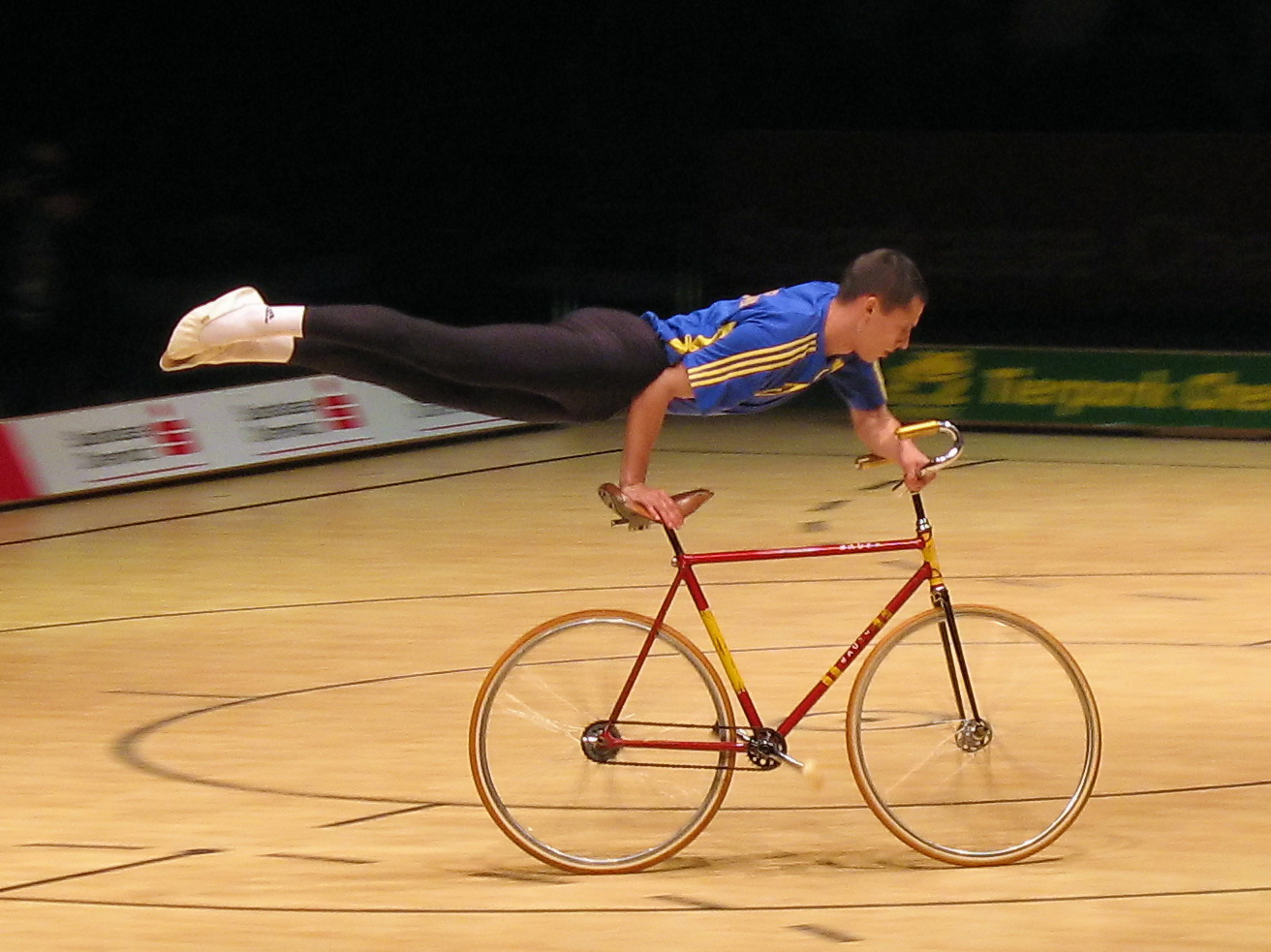
Ukrainischer Starter im Einzelwettkampf der Herren

Für den Wettkampf waren insgesamt 22 Athleten aus 13 Nationen angemeldet. Jedoch starteten der Athlet aus Malaysia und die beiden aus Guinea nicht.
Somit waren 19 Athleten aus 11 Nationen am Start.
Medaillengewinner
| Rang | Land        | Fahrer         | einger. | ausgef. |
| ---- | ----------- | -------------- | ------- | ------- |
| 1.   | Deutschland | David Schnabel | 346.60  | 342.17  |
| 2.   | Deutschland | Florian Blab   | 350.60  | 340.63  |
| 3.   | Deutschland | Robin Hartmann | 349.60  | 333.91  |

#### Doppel
Es nahmen insgesamt 8 Duos aus 6 Nationen teil.
Medaillengewinner
| Rang | Land        | Fahrer 1           | Fahrer 2           | einger. | ausgef. |
| ---- | ----------- | ------------------ | ------------------ | ------- | ------- |
| 1.   | Deutschland | Simon Altvater     | Nico Kunert        | 335.40  | 319.11  |
| 2.   | Deutschland | Felix Niederberger | Jonas Niederberger | 329.60  | 312.52  |
| 3.   | Tschechien  | Petr Bartunek      | Kamil Bartunek     | 295.00  | 289.87  |